# Franklin-expedíció

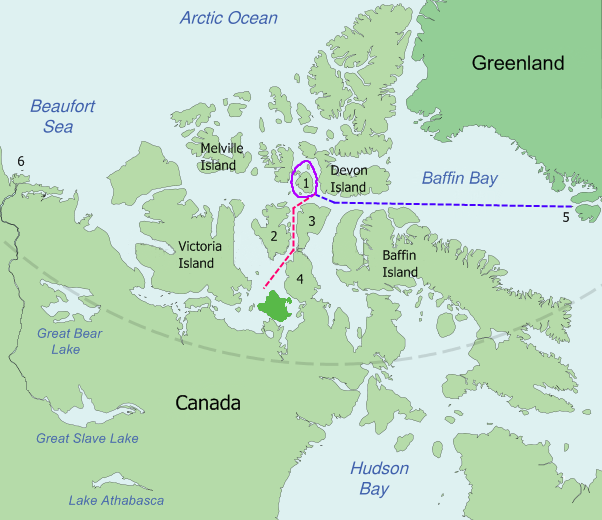
Az Erebus és a Terror valószínű útvonala. A Disko-öböl (5) kb. 3200 km-re fekszik a Mackenzie folyó (6) torkolatától

Sir John Franklin kapitány északnyugati átjárói expedíciója (avagy Franklin elveszett expedíciója) egy tragikus véget ért északi sarkköri brit felfedezőút volt 1845–48 között. Az 59 éves Franklin negyedik sarki útjának célja az északnyugati átjáró végighajózása volt. Az expedíció két hajója, az Erebus és a Terror 1846 szeptemberében a kanadai Victoria-szorosban a Vilmos király-sziget közelében a jég fogságába esett, a betegségek miatt már megfogyatkozott csoport a következő két telet a szigeten töltötte, majd egy részük 1848 áprilisában a jég hátán és a szárazföldön dél felé indult. Az eredetileg 129 fős csoportból senki sem maradt életben.
1848-tól számos tengeri és szárazföldi mentőexpedíció indult a felkutatásukra; a lassan összeálló történetet a korabeli sajtó nagy érdeklődéssel kísérte. Franklin expedíciója irodalmi alkotások hősies témájává vált.
Az 1980-as években folytatott ásatások eredményei szerint a hideg és az éhség mellett skorbut, tüdőgyulladás, tuberkulózis és ólommérgezés vezetett a csoport pusztulásához. Egyes csontokon talált vágásnyomok kannibalizmusra utalnak.
2014 szeptemberében egy robot-tengeralattjáró segítségével megtalálták az expedícióhoz tartozó egyik hajó, az Erebus jó állapotban megőrződött roncsát a Victoria-szorosban, a Vilmos király-sziget közelében.

## Háttér

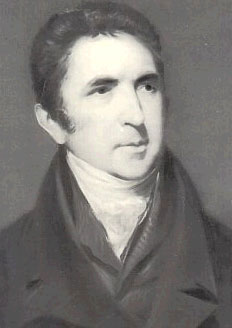
Sir John Barrow, az Admiralitás miniszterhelyettese

Az Amerika felfedezése óta tartó kutatás az Atlanti- és a Csendes-óceán közötti vízi út után a 19. század kezdetére kizárta annak lehetőségét, hogy az átjáró a mérsékelt égöv alatt fekszik.
Az 1804-ben az Admiralitás miniszterhelyettesének kinevezett Sir John Barrow arra ösztönözte a Brit Királyi Haditengerészet tisztjeit, hogy Kanada sarki területein kutassanak az átjáró után. A miniszterhelyettes négy évtizedes szolgálata alatt az észak-kanadai vízi utak feltérképezésében részt vevő felfedezők között volt John Ross, David Buchanan, William Edward Parry, Frederick William Beechey, James Clark Ross, George Back, Peter Warren Dease és Thomas Simpson – valamint John Franklin.
Franklin 1818-ban egy Buchanan által vezetett expedíció másodtisztjeként járt először a sarkvidéken. Az út célja az Északi-sark megközelítése volt (ti. akkoriban úgy vélték, azt jégpáncél nélküli tenger veszi körül), de hajóik, a Dorothea és a Trent csak a Spitzbergákig jutottak. 1819–22 során a kanadai Coppermine folyó mentén vezetett szárazföldi expedíciójának húsz tagja közül tizenegy odaveszett. Második kanadai útja (1825–27) a Mackenzie folyón és a Beaufort-tenger partjai mentén már sikeresebb volt.
1845-re a kanadai sarkvidék ismeretlen területei egy 181 300 km2-es kiterjedésű négyszögre zsugorodtak. Franklin ide akart behajózni a Lancaster-szoroson keresztül, majd nyugatra és délre tartani, ahogy a jég és a szigetek elhelyezkedése engedte, s mintegy 1670 km-es utat megtéve átkelni az északnyugati átjárón.

## Előkészületek

### A parancsnok

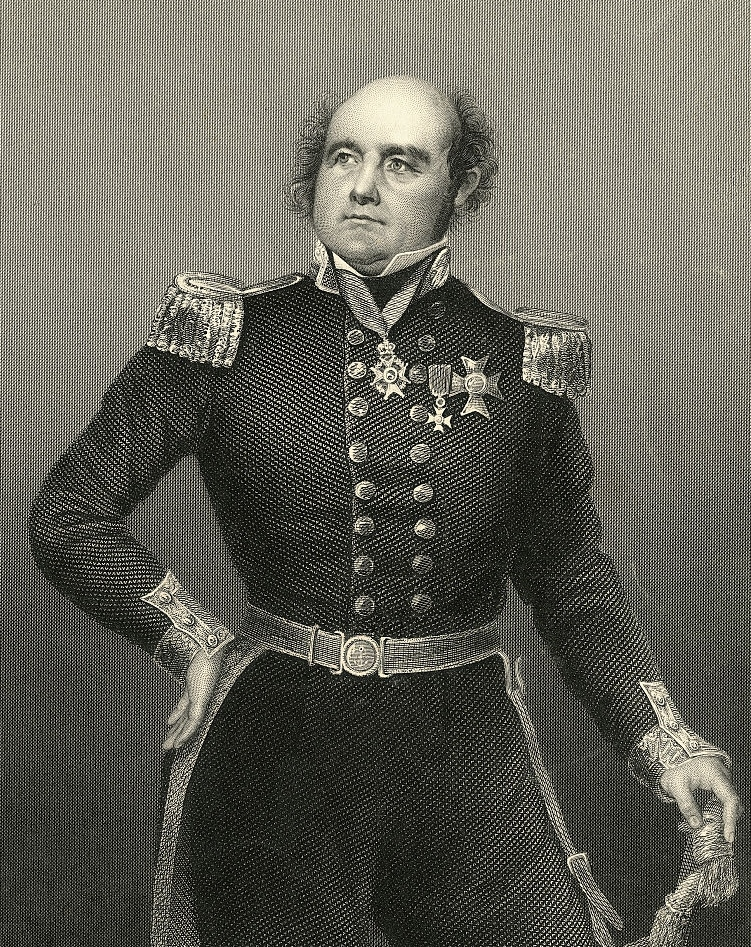
Sir John Franklin

A 82 éves, karrierje végén járó Barrow először az északnyugati átjáró végighajózásával az 1820-as években többször is próbálkozó W. E. Parryt választotta ki az expedíció vezetésére, ő azonban kimerültségére hivatkozva udvariasan visszautasította (Parry a következő évben vissza is vonult az aktív szolgálattól). A második jelölt J. C. Ross volt, aki azért nem fogadta el a felkérést, mert megígérte új feleségének, hogy többet nem utazik a sarkvidékre. A harmadik jelöltet, James Fitzjamest az Admiralitás nem fogadta el fiatal kora miatt. Barrow George Back felkérésére is gondolt, de ettől végül Back konfrontatív természete miatt elállt. Egy másik lehetséges parancsnok, Francis Crozier alacsony és ráadásul ír származása miatt nem számíthatott támogatásra. Barrow végül vonakodva az 59 éves Franklin mellett döntött.
Az Erebus parancsnoka Fitzjames, a Terroré Crozier lett, aki J. C. Ross 1841–44-es antarktiszi útja alatt is irányította. Franklint 1845. február 7-én nevezték ki az expedíció parancsnokának, és május 5-én kapta kézhez az utasításait.

### A hajók, a legénység és az ellátmány
A két hajó J. C. Ross parancsnoksága alatt már járt az Antarktisz környéki vizeken. A 378 tonnás Erebus és a 331 tonnás Terror jó felépítésű és jól felszerelt hajók voltak. Az Erebus gőzhajtóműve a London és Greenwich Vasúttól érkezett, a Terroré pedig valószínűleg a London és Birmingham Vasúttól – mindkettő 7,4 km/h-s (4 csomós) sebességet tett lehetővé. A hajók orra nehéz gerendákkal és vaslemezekkel volt megerősítve, a hajócsavarokat és a kormánylapátokat vassal bélelt aknákba lehetett visszahúzni, hogy ne sérüljenek meg. A legénységet egy gőzzel működő fűtőberendezés tartotta melegen, a hajók könyvtáraiban több mint ezer kötet között lehetett böngészni, a tartósított és konzerv élelem három évre volt elegendő. A konzerveket Stephen Goldner szállította, jóval az átlagos ár alatt. Mivel csak 1845. április 1-jén, hét héttel az indulás előtt kötötték meg vele a szerződést, a nyolcezer darabos szállítmányt sietve kellett összeállítania. Mint később kiderült, a konzervdobozokat ólommal forrasztották le, „vastagon és hanyagul, hogy belül úgy folyt alá, mint a gyertyaviasz”.
A legénység nagy része angol volt (legtöbbjük északról származott), kisebb részük ír vagy skót. Franklinen és Crozieren kívül csak az orvos segédje és a két jégmester járt már északi-sarki úton.

## Az út
A hajók 1845. május 19-én reggel futottak ki a Londontól keletre lévő Greenhithe kikötőjéből fedélzetükön 134 emberrel (köztük 24 tiszt). Egy rövid észak-skóciai megálló (Stromness Harbour, Orkney-szigetek) után az HMS Rattler és a Barretto Junior szállítóhajó társaságában értek Grönland partjaihoz.
A nyugat-grönlandi (már az északi sarkkör fölött lévő) Disko-öbölbeli Whalefish-szigeteknél a szállítóhajó rakományából leöltek tíz ökröt, a friss húst és más ellátmányt átrakodták az Erebusra és a Terrorra. A legénység tagjai megírták utolsó, otthonra szóló leveleiket. Az indulás előtt öt embert elbocsátottak, ők a másik két hajón hazatértek, az expedíció létszáma így 129 főre csökkent.
A két hajót kora augusztusban látták utoljára európaiak: a Prince of Wales és az Enterprise bálnavadász hajók legénységei a Baffin-öbölben, amint azok a Lancaster-szorosba való behajózást lehetővé tevő időjárásra várakoztak.
Az expedíció tagjai 1845–46 telét a Beechey-szigeten vészelték át, ahol három társuk meghalt. A hajók 1846 szeptemberében a Vilmos király-sziget közelében a jég fogságába estek, és ezt a helyet már nem is hagyták el. Egy Fitzjames és Crozier által írt 1848. április 25-ei feljegyzés szerint Franklin 1847. június 11-én meghalt; 1846–47 és 1847–48 telét az emberek a Vilmos király-szigeten töltötték, ahol kilenc tiszt és a legénységek tizenöt tagja halt meg. A még életben lévők azt tervezték, hogy 1848. április 26-án gyalog elindulnak a kanadai szárazföldön lévő Back folyó felé. A lehetetlen vállalkozást egyikük sem élte túl, a legtöbben még a szigetet sem tudták elhagyni, 30-40 fő küzdötte el magát a szárazföld északi pereméig, ami még mindig több száz kilométerre volt a legközelebbi lakott helytől a Nagy-Rabszolga-tónál.

## Az elveszett expedíció utáni kutatás

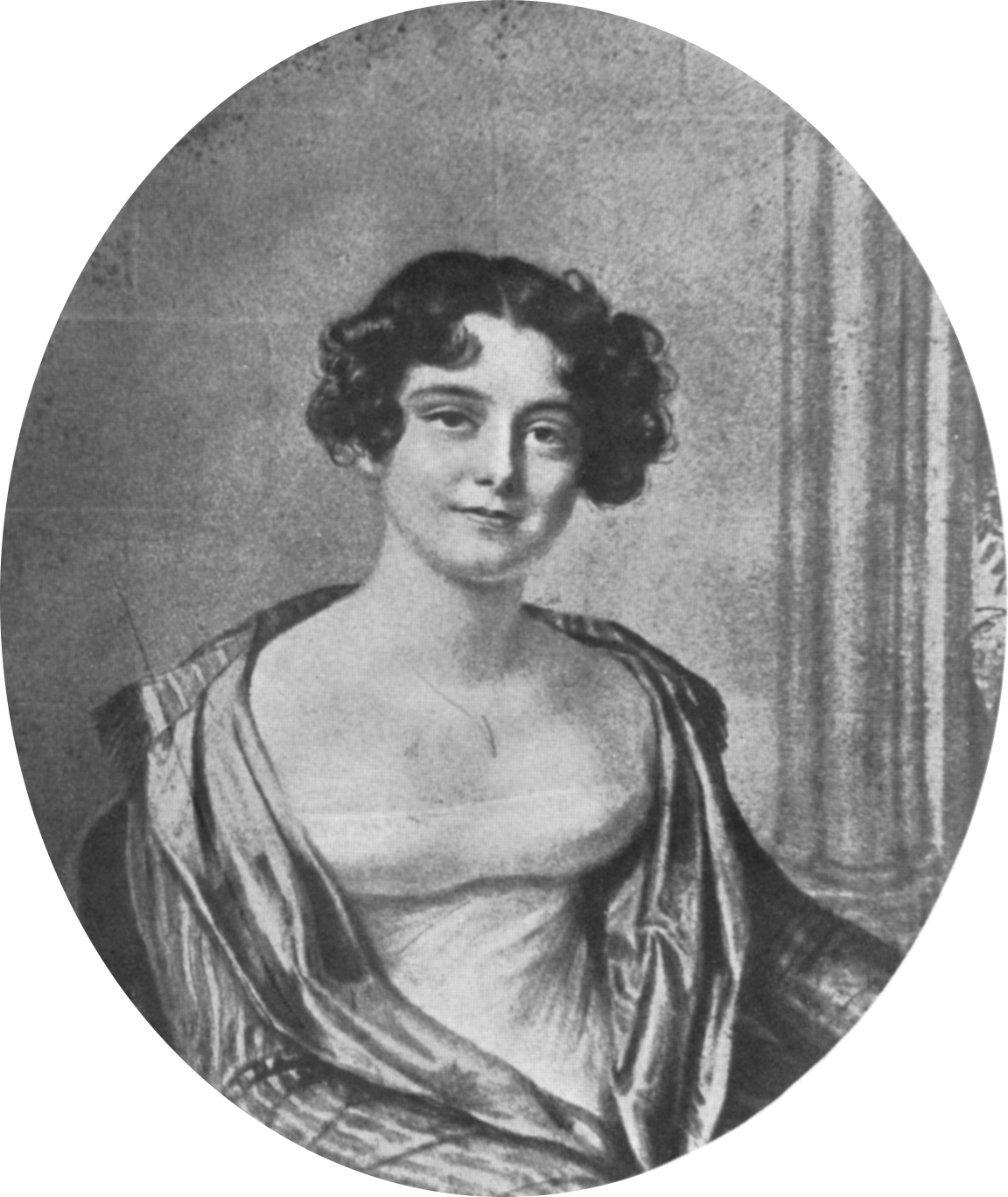
Jane Griffin (a későbbi Lady Jane Franklin) portréja 1815-ből, 24 éves korából. 1828-ban ment hozzá John Franklinhez, egy évvel annak lovaggá ütése előtt.

Miután két év telt el anélkül, hogy a Franklin-expedícióról bármilyen hír érkezett volna, Lady Jane Franklin, valamint parlamenti képviselők és napilapok mentőcsapat küldését kezdték szorgalmazni. Az Admiralitás 1848 tavaszán három egységet is útnak indított: John Richardson természettudós és John Rae felfedező és társaik a Mackenzie folyó mentén haladtak észak felé, az észak-kanadai szigetvilágot pedig az Atlanti- és a Csendes-óceán felől is hajók kezdték bejárni. Az Admiralitás 20 ezer fontot ajánlott „bármilyen nemzetiségű csoportnak vagy csoportoknak, amelyek a Sir John Franklin parancsnoksága alatt álló Felfedező Hajók [sic] legénységének segítséget nyújt”.
Miután a három, egymással párhuzamosan dolgozó mentőexpedíció nem járt sikerrel, a brit közvélemény növekvő aggodalommal sürgette a kutatást, „Franklin megtalálása mintegy keresztes hadjárattá vált”. A férje után kutató Lady Franklinről népszerű balladák születtek, mint például a Lady Franklin's Lament (Lady Franklin siráma).
1850-ben nem kevesebb, mint 11 brit és 2 amerikai hajó kutatott az expedíció után. Legtöbbjük a Beechey-sziget keleti partja felé tartott, ahol az első nyomokat találták: az 1845–46 telén meghalt John Shaw Torrington, John Hartnell és William Braine sírjait, valamint különféle használati tárgyakat – üzenetet vagy feljegyzést azonban nem.

### Szárazföldi kutatóexpedíciók

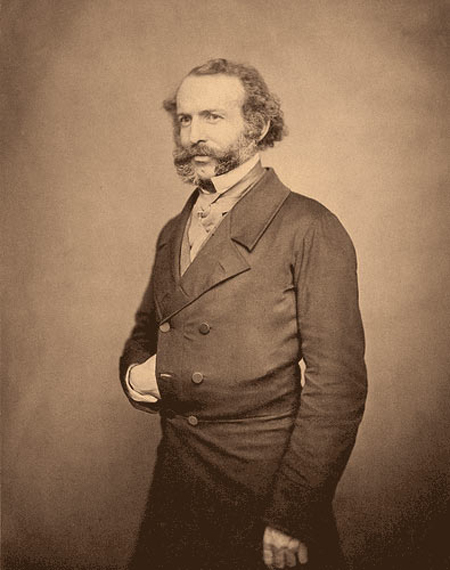
John Rae

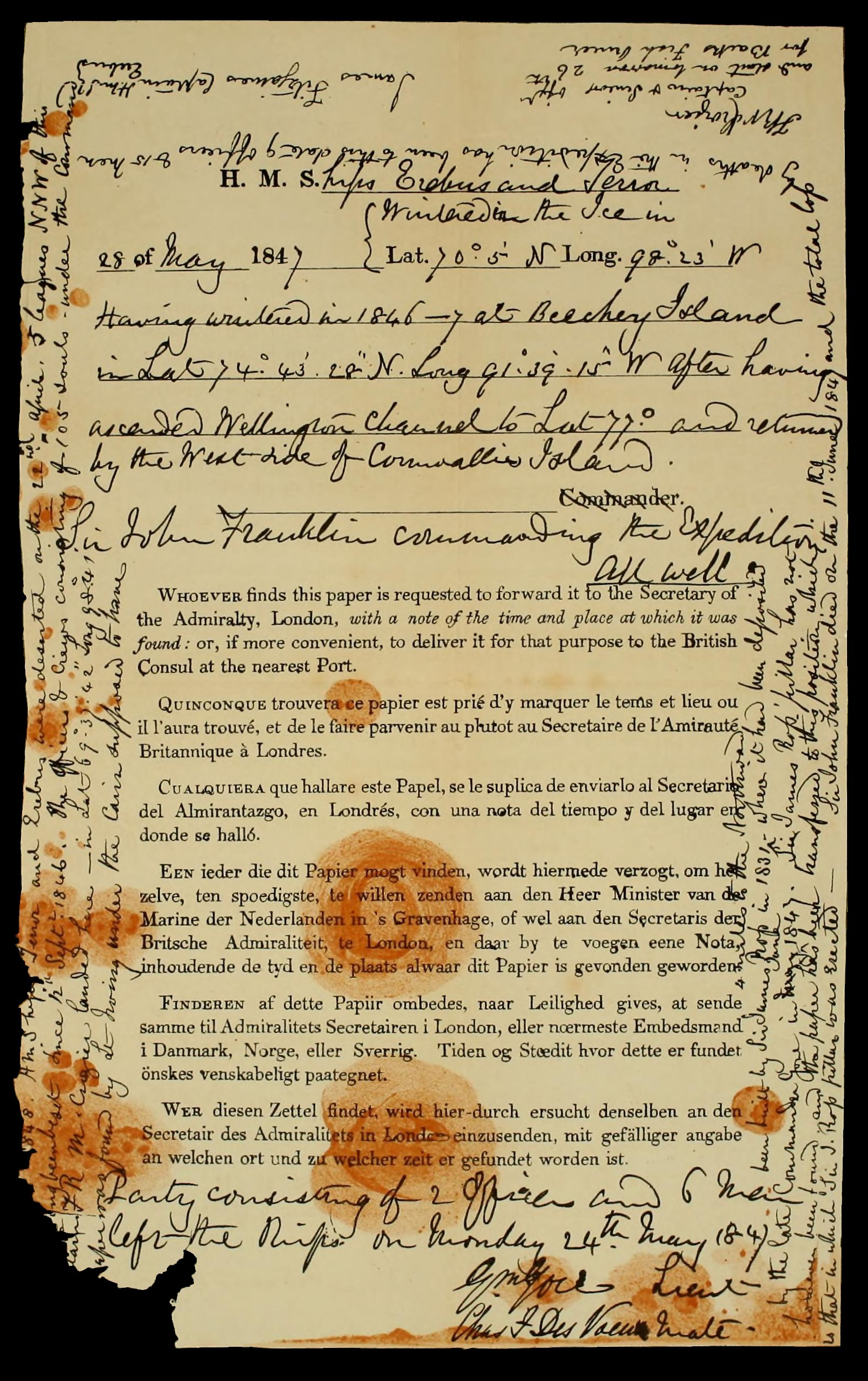
A McClintock-expedíció által 1859 májusában talált feljegyzés

John Rae 1854-ben a Boothia-félszigeten végzett felméréseket a Hudson-öböl Társaság (HBC) megbízásából, amikor újabb információkhoz jutott az expedíció sorsáról. A Pelly-öbölnél (ma Kugaaruk, Nunavut) április 21-én inuitokkal találkozott, akik a Back folyó torkolatának közelében éhen halt 35-40 fehér emberről beszéltek neki. Ezt más inuitok is megerősítették, és arról is beszámoltak, hogy a haldoklók kannibalizmusra kényszerültek. Adatközlőitől Rae megvásárolta az expedíció használati tárgyait, köztük Fitzjames, Crozier, Franklin és Robert Osmer Sargent (az Erebus tiszthelyettese) ezüst kanalait és villáit. Rae jelentését követően az Admiralitás még az év októberében arra kérte a HBC-t, küldjön felderítőket a Back környékére.
James Anderson, a HBC vezető ügynöke és a szintén a társaság alkalmazásában álló James Stewart kenuval járta végig a folyót. 1855 júliusában inuitok egy csoportja nekik is beszámolt a part mentén éhhalált halt fehérekről. Augusztusban Anderson és Stewart a Back torkolatánál lévő Montreal-szigeten két fadarabot talált, egyiken az Erebus, másikon a Mr. Stanley bevéséssel (Stanley az Erebus orvosa volt).
Az új leletek ellenére az Admiralitás nem tervezte a kutatás folytatását, mivel az expedíció tagjait 1854. március 31-én szolgálat közben elhunytnak nyilvánították. Lady Franklin nem tudta rávenni a kormányt egy újabb expedíció finanszírozására, így saját költségén és adakozók segítségével indított egyet.
Francis Leopold McClintock vezetésével a Fox nevű gőzmeghajtású szkúner 1857. július 2-án hagyta el Aberdeen kikötőjét. 1859 áprilisában a Fox legénysége szánokon vágott neki a Vilmos király-szigetnek. Május 5-én a William Hobson tengerész hadnagy vezette csoport egy kőrakás alatt a Franklin-expedíció tisztjei által írt dokumentumot talált. A papírlap két feljegyzést tartalmazott.
Az első 1847. május 28-án kelt:
Az H.M.S. Erebus és Terror az északi 70°5' és nyugati 98°23'-nél telelt a jégben. 1846-7-ben a Beechey-szigetnél, az északi 74°43'28" nyugati 91°39'15"-nél teleltek. Miután lehajóztak a Wellington-csatornán a 77. hosszúsági fokig és visszatértek a Cornwallis-sziget nyugati oldalára. Sir John Franklin irányítja az expedíciót. Minden rendben. 2 tisztből és 6 emberből álló csapat hagyta el a hajót hétfőn, 1847. május 24-én. - Gore, tüzér hadnagy, Chas. F. DesVoeux, tiszt
A második, a lap margóira 1848. április 25-én írt üzenet így hangzott:
Az HMS Terrort és Erebust április 22-én kiürítették, [mivel] ettől a ponttól 5 league-re észak-északnyugatra 1846. szeptember 12. óta [a jég által] bekerítve vannak. A 105 lélekből álló tisztek és legénység F. R. M. Crozier kapitány parancsnoksága alatt itt ért partot – 69°37'42'' 98°41' Ezt a papírt Irving hadnagy találta a kőrakás alatt, amit állítólag Sir James Ross épített 1831-ben – 4 mérfölddel észak felé – ahol a néhai Gore parancsnok hagyta 1847 májusában. Sir James Ross [kő]oszlopát azonban nem találtuk, és a papírt áthoztuk ide, ahol Sir J. Ross oszlopa található. – Sir John Franklin 1847. június 11-én meghalt, az expedíció halottainak száma a mai napig 9 tiszt és 15 ember. – James Fitzjames kapitány HMS Erebus F. R. M. Crozier kapitány & rangidős tiszt, és holnap, 26-án indulunk a Backs Fish folyó felé
A McClintock-expedíció egy emberi csontvázat is talált a Vilmos király-sziget déli partján. Ruháit átkutatva papírokra leltek, köztük egy Henry Peglar tengerész altiszt, a Terror előfedélzet-parancsnokának nevére kiállított igazolásra. Mivel az egyenruha a kiszolgáló személyzet tagjai által viselt volt, valószínűbb, hogy a halott Thomas Armitage volt, aki csak magánál tartotta Peglar papírjait. A sziget legnyugatibb pontján Hobson felfedezett egy mentőhajót, két csontvázzal és különböző tárgyakkal: bakancsok, selyemkendők, illatosított szappanok, szivacsok, papucsok, fésűk és számos könyv, köztük Oliver Goldsmith A wakefieldi lelkész c. regénye. McClintock – akárcsak a korábbi kutatók – kikérdezte az inuitokat, és rögzítette az általuk elmondtakat.

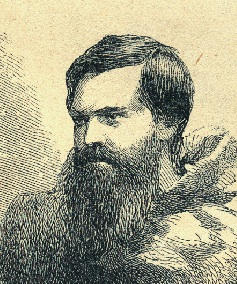
Charles Francis Hall

 1860-69 között a Baffin-szigeti Frobisher-öbölben, majd később a Hudson-öbölből nyíló Repulse-öbölben inuitok között élő Charles Francis Hall két expedíciót is vezetett az elveszett felfedezők felkutatására, mivel úgy vélte, közülük egyesek az inuitok segítségével életben maradhattak. A Vilmos király-sziget déli partján táborhelyeket, sírokat és tárgyakat talált, és végül belátta, hogy a csapat minden tagja meghalt. Hall úgy vélte, az expedíció hivatalos feljegyzései a McClintockék által talált üzenethez hasonlóan egy kőrakás alatt rejtőznek valahol. Vezetői, Ebierbing és Tookoolito segítségével több száz lapnyi inuit tanúvallomást jegyzett le – köztük beszámolók a Franklin hajóinál tett látogatásokról, és egy fehérekkel való találkozásról a Vilmos király-sziget déli partján, a Washington-öböl közelében. Az 1990-es években David C. Woodman többek között a Hall gyűjtötte anyagból rekonstruálta az expedíció sorsát Unravelling the Franklin Mystery (1992) és Strangers Among Us (1995) című könyveiben.
1878-80 között az amerikai hadsereg hadnagya, Frederick Schwatka szintén Franklinék hajónaplói és más iratai után kutatott a térségben. Gyalog és kutyaszánon haladó csapatába olyan inuitokat is verbuvált, akik korábban Hallt is segítették. Bejárta az eddig előkerült maradványok és tárgyak lelőhelyeit, és inuitokat kérdezett ki, iratokat azonban nem talált, az Adelaide-félszigeten (a Back folyótól még jócskán északra) lévő Starvation Cove-tól (Éhezés-öböl) délre pedig semmi nyoma nem volt az addig túlélőknek. Útja azonban mégis fontos volt, amint arra 1880-ban, az Amerikai Földrajzi Társaság által a tiszteletére rendezett vacsorán ő maga felhívta a figyelmet: ez volt „mind távolság, mind idő tekintetében az addigi leghosszabb, szánon megtett út”, 4360 km-t küzdöttek le 11 hónap és 4 nap alatt. Először fordult elő továbbá, hogy kizárólag inuit élelmet fogyasztottak egy expedíció fehér tagjai is. Schwatka szerint „minden észszerű kétséget kizáróan” megállapítható, hogy Franklin feljegyzései elvesztek.

## Tudományos kutatások

### Vilmos király-szigeti ásatások, 1981 és 1982
1981 júniusában Owen Beattie, az Albertai Egyetem antropológus professzora elindította az 1845-48-as Franklin-expedíció Törvényszéki Antropológiai Projektet (1845–48 Franklin Expedition Forensic Anthropology Project, FEFAP). A cél emberi maradványok és tárgyak feltárása, és a modern törvényszéki orvostudomány eszközeivel való vizsgálata volt, s ezek segítségével a halottak azonosítása és haláluk okainak kiderítése.
Társaival először a Vilmos király-sziget nyugati partját fésülte át. Bár mind 19. századi európaiak használati tárgyai, mind háborítatlanul pihenő csontvázak előkerültek, Beattie keveselte a feltárt anyagot. A legénység tagjainak csontjait vizsgálva C-vitamin hiányára, vagyis skorbutra utaló jeleket talált.
Edmontonba visszatérve megmutatta az eredményeket egy sarki kutatásokra specializálódott régésznek, James Savelle-nek, akivel együtt kannibalizmusra utaló jeleket vettek észre a csontokon. Az Albertai Talaj- és Élelmiszervizsgáló Laboratórium tesztjei kimutatták, hogy a csontok 226 ppm ólmot tartalmaznak, ami a régióban talált inuit csontokból vett kontrollminta tízszerese volt (26-36 ppm).
Beattie újabb kutatóút szervezésébe kezdett. 1982 júniusában csapatával ismét a sziget nyugati partjára utazott, ahol McClintock 1859-es és Schwatka 1878-79-es útvonalát követték. Annak a helynek a közelében, ahol a McClintock-expedíció a mentőhajót találta, hat-tizennégy férfi maradványait fedezték fel.

### Beechey-szigeti ásatások és exhumálások, 1984
Edmontonba visszatérve Beattie értesült az ólommérgezés gyanúját felvető eredményekről. A lehetséges források között volt a konzervek leforrasztására használt ólom, az ólomfóliával kibélelt élelmiszerdobozok, ételszínezékek, dohánytermékek, edények és a gyertyák kanócai. A csontokban talált ólom azonban fokozatosan is felhalmozódhatott a tengerészek élete során – azt, hogy az utazás alatt került belőle nagyobb mennyiség a szervezetükbe, csak szövetek tanulmányozásával lehetett eldönteni, így Beattie figyelme a Beechey-szigeten eltemetettek felé fordult.
Miután beszerezték a hivatalos engedélyt, a kutatók 1984 augusztusában a szigetre utaztak. Elsőként a vezető fűtőt, John Shaw Torringtont exhumálták, majd John Hartnell maradványainak vizsgálatába fogtak, de ennek befejezésére már nem maradt idejük, és az időjárás is rosszra fordult, így szövet- és csontmintákat véve visszautaztak Edmontonba. Torrington csontjának és hajának elemzése alapján Beattie megállapította, hogy a tengerész „ólommérgezés okozta súlyos szellemi és testi problémáktól szenvedhetett”, és ez kétségtelenül hozzájárult halálához, amely tüdőgyulladás miatt következett be.
Ottlétük során a síroktól 1 km-re északra több száz konzervdoboz darabjaira bukkantak, amelyek egykor hanyagul voltak leforrasztva, úgy, hogy az ólom akár a bennük lévő élelemmel is érintkezhetett. Az eredmények és egy Torrington holttestéről készült fénykép publikálása ismét felkeltette az érdeklődést az expedíció iránt.

### Beechey-szigeti exhumálások, 1986
A sírok vizsgálata 1986-ban folytatódott, a terepmunkáról dokumentumfilm készült (Buried in Ice [Jégbe temetve], Nova, PBS, 1988). Derek Notman orvos-radiológus (Minnesotai Egyetem) és Larry Anderson technikus a boncolás előtt röntgenfelvételeket készített a holttestekről. Barbara Schweger, az északi-sarki ruházatok szakértője és Roger Amy patológus segítette a kutatást.
Beattie-ék felfedezték, hogy valakik már megpróbálták kihantolni Hartnellt: csákányukkal megsértették a koporsó fedelét, és levették róla a névtáblát. Később kiderült, hogy Sir Edward Belcher, a Franklin után kutató expedíciók egyikének vezetője rendelte el az exhumálást 1852 októberében, de az a fagyott talaj miatt nem sikerült. Egy hónappal később egy Edward Augustus Inglefield vezette csapat felnyitotta a koporsót, és ők távolították el a névtáblát is.
Hartnell sírjával ellentétben William Braine nyughelye érintetlen volt. Braine-t sietve földelték el: testének, karjainak és fejének helyzete arra utalt, hogy nem nagy gonddal helyezték el a koporsóban, és egyik ingét is fordítva adták rá. Koporsója a kelleténél kisebb volt, lecsukva fedele érintette az orrát. Rézből készült névtáblája nagyobb volt, és számos adatát tartalmazta.

### Vilmos király-szigeti ásatások, 1992
1992-ben régészek és törvényszéki antropológusok kutatócsoportja felfedezett egy újabb ásatási helyszínt a Vilmos király-sziget nyugati partján. Az NgLj-2-nek elnevezett terep megegyezik azzal a Leopold McClintock által leírt hellyel, ahol a csónakot (és benne a két csontvázat) találták. A kutatók négyszáznál is több csontot és csontdarabot ástak elő, amiknek vizsgálata során Anne Keenleyside törvényszéki orvos magas ólomtartalmat és „a hús lekaparására utaló” vágásnyomokat talált. Ezen eredményekkel általánosan elfogadottá vált, hogy Franklin emberei közül néhányan kannibalizmusra kényszerültek.

### A tudományos vizsgálatok végkövetkeztetései
A jó évtizedig tartó tudományos kutatás a következőket derítette ki az expedíció történetéről:
- A Beechey-szigeten eltemetett három személy halálának legvalószínűbb oka tüdőgyulladás lehetett,[59] vagy – feltehetően – tuberkulózis (Braine valószínűleg csont-tbc-ben, Pott-kórban szenvedett).[60]
- A toxikológiai vizsgálatok ólommérgezést mutattak ki, amely hozzájárult a betegek állapotának rosszabbodásához.[61][50] Az ólom sok kutató szerint a hanyagul leforrasztott konzervdobozokból származott, egyesek – mint William Battersby régész – azonban a hajók vízvezetékrendszerét tartják a fő forrásnak: „Abban a korban az ólom volt a hideg- és melegvíz-vezetékekhez leggyakrabban használt anyag. Észszerű feltételezés, hogy az Erebus és a Terror vízellátó rendszerein dolgozó szerelők ólomcsöveket alkalmaztak és ólmot használtak forrasztóanyagként is.”[62]
- A csontokon talált, pengétől származó vágásnyomok alapján feltehető, hogy egyesek halott társaik húsát fogyasztották.[58]

A hideg és az éhség mellett tehát skorbut, tüdőgyulladás, tuberkulózis és az ezek hatásait súlyosbító ólommérgezés vezetett a csoport pusztulásához.
Míg a Vilmos király-sziget keleti partjától általában visszahúzódik a jég a rövid nyár idején (az északnyugati átjárót először végighajózó Roald Amundsen is erre kerülte meg a szigetet), a nyugati part mentén nem, Franklin tehát – minderről nem tudva – a veszélyesebb útvonalat választotta. Az expedíció sem felszerelve, sem felkészülve nem volt szárazföldi utazásra. Egyesek a túléléshez szükségtelen dolgokat is magukkal cipeltek, amikor dél felé indultak a jégbe fagyott hajóktól. McClintock a mentőcsónakban nehéz és haszontalan tárgyakat talált, amelyeket „holtsúly”-nak nevezett, és megjegyezte, hogy „valószínűleg kimerítették a szánt húzók erejét”. Berton azt is felveti, hogy a magukat felsőbbrendűnek tartó európaiak nem fordultak idejében segítségért az inuitokhoz, és nem tanulták el túlélési technikáikat. 

### A hajók utáni kutatás

#### 2008
A Kanadai Parti Őrség Sir Wilfrid Laurier nevű jégtörőjén Robert Grenier vízalatti régész, a Parks Canada munkatársa vezetésével 2008. augusztus 18-án kutatócsoport indult az Erebus és a Terror roncsainak és a Franklin-expedíció szárazföldi nyomainak felderítésére.
Grenier szerint a jégtakaró visszahúzódása miatt megnőtt annak az esélye, hogy amatőrök indulnak a hajóroncsok után: „Célunk, hogy megtaláljuk és megvédjük a roncsokat, mert attól tartunk, hogy olyanok fedezik fel őket, akik nem megfelelő szakmai tudással, jószándékkal és elővigyázattal nyúlnának hozzájuk.” A kutatók bójákkal mérték fel az áramlatokat, amelyek elsodorhatták a hajókat; szonárokat és más víz alatti keresőberendezéseket használtak, a szárazföldi terepet pedig légi infravörös és földi radarkészülékekkel fésülték át.
Dorothy Harley Eber a nunavuti Cambridge Bay-i inuitoktól olyan beszámolókat gyűjtött, amelyek szerint „éhező fehér emberek” voltak a Királyi Földrajzi Társaság-szigeten 1850 telén. A Grenier vezette expedíció volt az első, amely ezen a szigeten is vizsgálódott.

#### 2014
2014 nyarán négy nagyobb és több kisebb hajóból, valamint robot-tengeralattjárókból álló flotta kezdte meg a tengerfenék feltérképezését. A Victoria Strait Expedition nevű kutatócsoport szeptember 1-jén két, a hajókhoz köthető tárgyat talált a Vilmos király-sziget partján, illetve a Maud királyné-öböl part közeli vizeiben: egy csónakdaruhoz tartozó, villa formájú vasdarabot és egy fadugót, amely valószínűleg a horgonyláncvezető része volt. A kutatók szeptember 7-én egy robot-tengeralattjáró szonárképein felfedezték az egyik hajó jó állapotban megőrződött roncsát a Maud királyné-öbölben, a Vilmos király-szigettől nyugatra. A későbbi merülések során a fedélzet egy részét sértetlennek találták és ráleltek a főárbócra is, amelyet süllyedéskor a jég kettétört. A hajót és a környékén lévő tárgyakat vizsgálva a hónap végére bebizonyosodott, hogy a kutatók az HMS Erebust találták meg.

#### 2016
2016 szeptemberében, 96 kilométerre délre attól a helytől, ahol a szakemberek feltételezték, kanadai régészek „csaknem eredeti állapotában” megtalálták a Terror roncsát mintegy 25 méter mélyen (é. sz. 68° 54′ 13″, ny. h. 98° 56′ 18″68.903611°N 98.938333°W), egy robot tengeralattjáró segítségével. Adrian Schimanowski, a kutatás vezetője közölte, hogy az HMS Terrort szeptember 3-án találták meg, a két hajó mintegy 100 kilométerre fekszik egymástól a hullámsírban.

## Az expedíció hatása
A Franklin-expedíció után kutatók több ezer kilométernyi tengerpartot térképeztek fel; Richard Cyriax szerint „az expedíció eltűnésével jóval több [földrajzi] tudás birtokába jutottunk, mint amennyit sikeres visszatérésével nyertünk volna”. Ugyanakkor a kudarc visszatartotta az Admiralitást újabb sarki felfedezőutak indításától; Sir George Strong Nares csak 1875-ben indult el, hogy elhajózzon az Északi-sarkig, s miután megállapította, hogy ez lehetetlen, a Brit Királyi Haditengerészet visszavonult a sarkvidék felfedezésétől, és a közvélemény támogatása is alábbhagyott.

## Az expedíció emlékezete

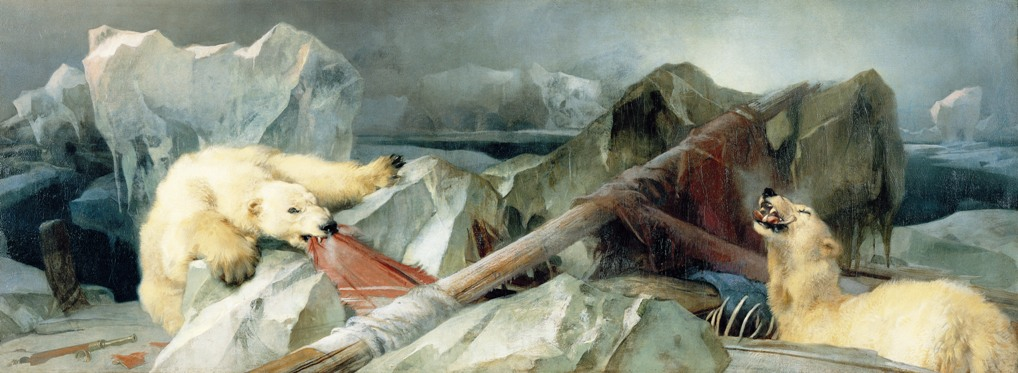
Edwin Henry Landseer Man Proposes, God Disposes (Ember tervez, Isten végez) c. festménye más alkotásokkal ellentétben nem patetikusan ábrázolja az expedíció végzetét. A mű 1864-ben felháborodást váltott ki a Királyi Akadémia kiállításán

Az expedíció eltűnését követő években a viktoriánus sajtó hősként ábrázolta Franklint. Szülővárosában, a lincolnshire-i Spilsbyben emelt szobrán a következő felirat olvasható: Sir John Franklin – az Észak Nyugati Átjáró felfedezője (hasonló szöveg áll a londoni Athenaeum Clubnál és a Tasmaniában álló emlékművein).
1850-től napjainkig Franklin és társai sorsát számos irodalmi mű dolgozta vagy használta fel. Az egyik legkorábbi egy színradab volt, The Frozen Deep (A fagyott mély) címmel, írója Wilkie Collins, társszerzője Charles Dickens. 1859-től, amikor Franklin halála minden kétséget kizáróan bebizonyosodott, számos elégia íródott, köztük Algernon Charles Swinburne-é.
Jules Verne 1864-es regénye, a Hatteras kapitány címszereplője Franklin útját követve fedezi fel, hogy az Északi-sarkon egy hatalmas vulkán található. Sten Nadolny, német író Die Entdeckung der Langsamkeit (A lassúság felfedezése) című 1983-as műve Franklin életét dolgozza fel, utolsó expedíciójának viszonylag kevés helyet szentelve. Újabb, a témával foglalkozó alkotások: Mordecai Richler Solomon Gursky Was Here (1991), William T. Vollmann The Rifles (1994), John Wilson North with Franklin: The Journals of James Fitzjames (1999) és Dan Simmons The Terror (2007). Utóbbiból 2018-ban tízrészes tévésorozat készült. 
Kanadai írók különösen gyakran nyúltak a témához. Margaret Atwood szerint „minden kultúra sok történetet mesél, [de] csak keveset mondanak el újra és újra, s ezek kiállnak minden vizsgálatot […] [A] kanadai irodalomban ilyen történet a Franklin-expedícióé”.

### Könyvek
- Beardsley, Martin. Deadly Winter: The Life of Sir John Franklin (angol nyelven). London: Chatham Publishing (2002). ISBN 1861761872
- Coleman, E. C.. History of the Royal Navy and Polar Exploration: From Franklin to Scott: Vol. 2 (angol nyelven). Tempus Publishing (2006). ISBN 9780752442075
- M'Clintock, Francis L.. The Voyage of the Fox in the Arctic Seas: A Narrative of the Discovery of the Fate of Sir John Franklin and His Companions (angol nyelven). Boston: Ticknor and Fields (1860)
- McGoogan, Ken. Fatal Passage: The True Story of John Rae, the Arctic Hero Time Forgot (angol nyelven). New York: Carroll & Graf Publishers (2002). ISBN 0-7867-099-36
- McGoogan, Ken. Lady Franklin's Revenge: A True Story of Ambition, Obsession and the Remaking of Arctic History (angol nyelven). Toronto: HarperCollins (2005). ISBN 978-0002006712
- Mirsky, Jeannette. To the Arctic!: The Story of Northern Exploration from Earliest Times (angol nyelven) (1970). ISBN 0-226-53179-1
- Murphy, David. The Arctic Fox: Francis Leopold McClintock (angol nyelven). Toronto: Dundurn Press (2004). ISBN 1-55002-523-6
- Poulsom, Neville W., Myers, J. A. L.. British Polar Exploration and Research; a Historical and Medallic Record with Biographies 1818-1999 (angol nyelven). London: Savannah (2000). ISBN 9781902366050
- Woodman, David C.. Strangers Among Us (angol nyelven). Montreal: McGill-Queen's University Press (1995). ISBN 0773513485
- Woodman, David C.. Unravelling the Franklin Mystery: Inuit Testimony (angol nyelven). Montreal: McGill-Queen's University Press (1992). ISBN 0773509364

### Weblapok
- Sir John Franklin links. (Hozzáférés: 2011. december 1.)
- NOVA Arctic Passage. (Hozzáférés: 2008. július 23.)
- Franklin életrajza (Dictionary of Canadian Biography Online). (Hozzáférés: 2008. július 23.)
- Sir John Franklin (A Multimedia Museum of the Cultural Histories of Arctic Exploration). [2008. augusztus 29-i dátummal az eredetiből archiválva]. (Hozzáférés: 2008. július 23.)
- The Life and Times of Sir John Franklin. [2006. augusztus 24-i dátummal az eredetiből archiválva]. (Hozzáférés: 2008. július 23.)
- Relics of Sir John Franklin's Last Expedition. [2007. szeptember 30-i dátummal az eredetiből archiválva]. (Hozzáférés: 2008. július 23.)